# Tutolo

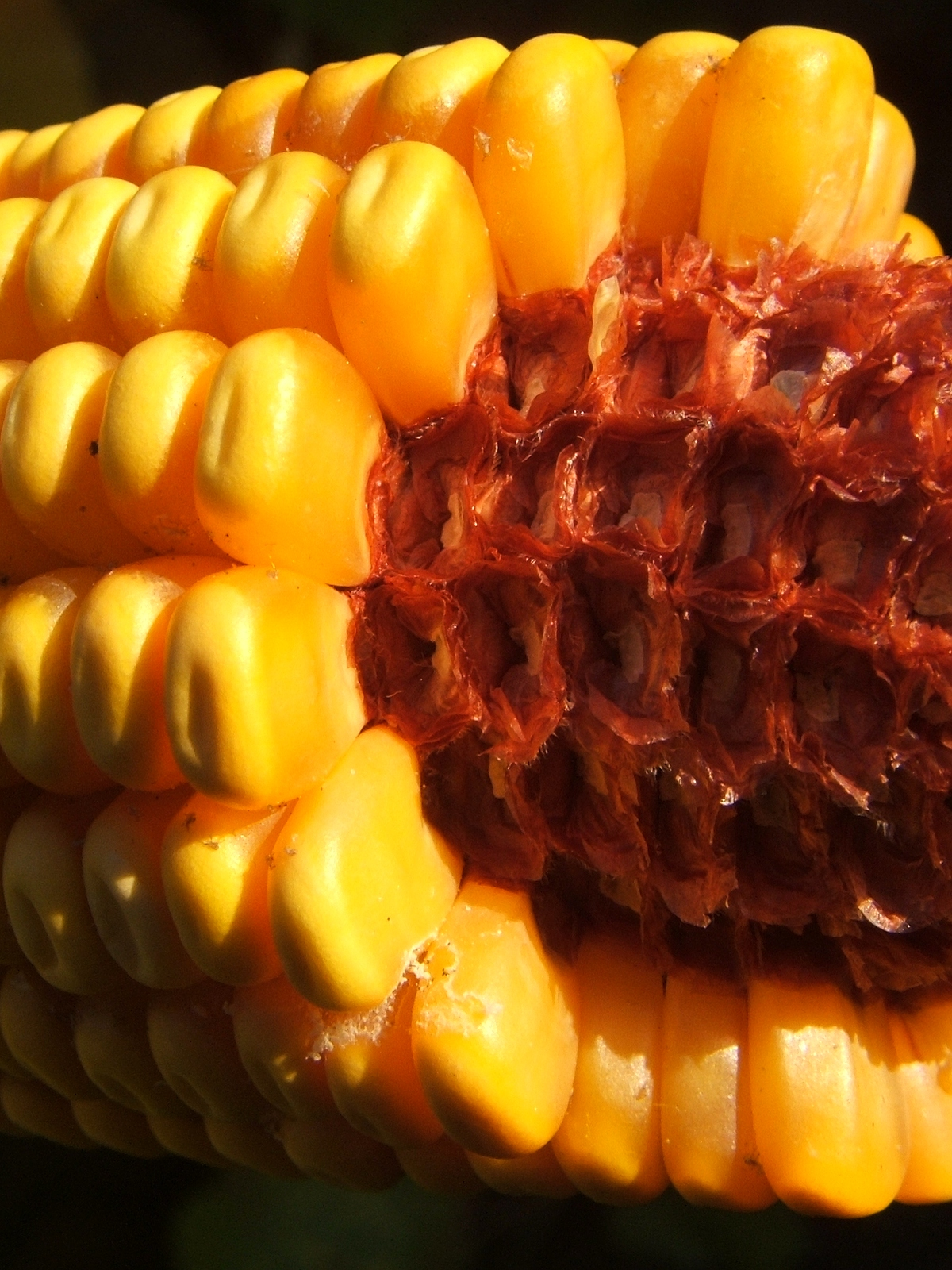
Spiga parzialmente sgranata che lascia vedere il tutolo

Il tutolo è la parte della spiga del mais dove sono fissate le cariossidi.
La spiga di mais è comunemente anche chiamata pannocchia, anche se questo termine indica più propriamente l'infiorescenza della pianta.
Il tutolo può essere utilizzato come efficace combustibile per fare grigliate al posto del legno o della carbonella, dal momento che le sue braci resistono a lungo e non si sbriciolano facilmente.
Il tutolo macinato può essere utilizzato per molte applicazioni, grazie ad alcune proprietà che sono caratteristiche di questo materiale come l'elevata capacità di assorbimento di liquidi, la resistenza all'usura, una discreta abrasività ed una elevata elasticità. Inoltre si può prevedere un uso futuro per la produzione di biogas. Il tutolo è anche impiegato nella costruzione di pipe, in particolare nel Missouri, dove il tutolo di mais opportunamente lavorato viene utilizzato per produrre fornelli per pipa da associare poi a cannelli di vari materiali quali legno e canna e bocchini in materiali plastici.
Il suo utilizzo si è molto ridimensionato per la diversa tecnologia di raccolta del mais: un tempo (fino circa al 1960) si utilizzava la raccolta manuale e le "pannocchie" venivano poi poste in gabbie di rete per permettere la loro essiccazione e conservazione, e solo all'occorrenza le pannocchie venivano sgranate, con degli appositi sgranatoi (ora visibili in qualche museo di archeologia industriale) che distaccavano le cariossidi di mais dal tutolo. Il tutolo rimaneva in azienda e quindi veniva utilizzato.
La tecnica attuale permette di raccogliere il mais direttamente con delle macchine sul campo che sgranano le spighe, il tutolo considerato scarto rimane nel campo e le cariossidi di mais vanno quasi obbligatoriamente inviate all'essiccatoio.
Alcuni esempi di applicazione in campo industriale sono:
- integratore o supporto in mangimi;
- supporto in campo farmaceutico;
- lettiera per piccoli animali domestici;
- prodotto per la pulizia di metalli;
- prodotto per la pulizia di lenti;
- prodotto per sabbiare;
- produzione di pipe;
- combustibile per impianti a biomassa.
- tappi per chiudere le bottiglie;